# Sándor Rózsa
Pour les articles homonymes, voir Rózsa.
Dans le nom hongrois Rózsa Sándor, le nom de famille précède le prénom, mais cet article utilise l’ordre habituel en français Sándor Rózsa, où le prénom précède le nom.

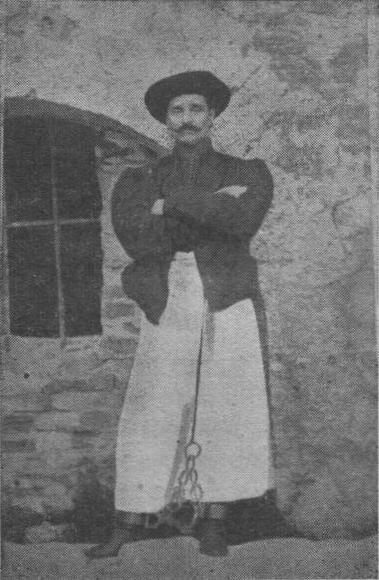
Photographie de Sándor Rózsa les fers aux pieds au château de Kufstein entre 1859 et 1865.

Sándor Rózsa ([ˈʃaːndoɾ], [ˈɾoːʒɒ]), né le 10 juillet 1813 à Röszke et mort le 22 novembre 1878 à Szamosújvár (Gherla, aujourd'hui en Roumanie) était un hors-la-loi et bandit de grand chemin (betyár) hongrois, dont la vie a inspiré de nombreux auteurs, notamment Zsigmond Móricz et Gyula Krúdy.

## Biographie
Dès ses 23 ans, ayant été emprisonné à Szeged à la suite d'une accusation sans preuves, il s'évade et commence sa vie de brigand fugitif. Un grand nombre d'aventures fameuses et sanglantes de la vie de brigand sont alors associées à son nom.
En 1848, le Comité de défense du pays (Országos Honvédelmi Bizottmány, le gouvernement provisoire de la Révolution hongroise, présidé par Kossuth) lui accorde l'immunité et il rejoint la lutte pour l'indépendance hongroise, mais sa troupe de francs-tireurs est bientôt dissoute pour cause d'indiscipline. Après l'écrasement de la Révolution, il reprend sa vie de vols et de repaires cachés.
En 1856, il est repris et condamné à perpétuité, mais il fait l'objet d'une grâce en 1867. Comme il était revenu à son mode de vie précédent, une nouvelle chasse à l'homme est lancée contre lui. Il est arrêté et meurt en 1878 au pénitencier de Szamosújvár.

## Tradition populaire
Devenu dès son vivant une figure légendaire, même dans le rapport d'un espion capitaine de gendarmerie (pandúr) qui en fait un héros idéalisé, la littérature populaire lui attribue immédiatement toute une série d'événements fictifs. Les aventures déjà connues par ce biais et par la tradition orale sont ensuite retravaillées par des écrivains tels que Gyula Krúdy et Zsigmond Móricz. Ainsi, certains actes d'autres brigands sont aussi mis sur le compte de Sándor Rózsa.
C'est dans un deuxième temps que Sándor Rózsa apparaît en tant que héros de ballades populaires, et la région de Szeged est celle où la poésie populaire sur ce thème est la plus riche. Au XXe siècle, il est chanté dans les ballades les plus diverses, sans qu'aucune ne puisse cependant être identifiée à ses aventures ; ainsi la plus connue, qui commence par « La forêt du Bakony est en deuil, Sándor Rózsa est mort » (Bakony erdő gyászban van / Rózsa Sándor halva van), était chantée auparavant avec le nom d'autres brigands.
Les ballades de brigands mentionnant son nom ont pour principaux motifs
- une atmosphère fanfaronne et confiante :

| Aki betyár akar lenni, Nem kell annak megijedni… | (Qui veut devenir brigand / N'a pas besoin de s'effrayer) |

- l'enthousiasme pour la vie des vaillants soldats :

| Ruzsa Sándor beállott katonának Jaj, de szépen fölőtözött huszárnak… | (Sándor Rózsa s'est engagé comme soldat / Quel bel habit de hussard il a mis) |

- les références à la vie de fugitif des brigands :

| Ruzsa Sándor nem katonának való Gyenge testyit feltöri a szilaj ló, Dupla fényes fegyver kiláccik a subából Ruzsa Sándor nem fil harminc zsandártól… | (Sándor Rózsa n'est pas fait pour être soldat / Le cheval fougueux épuise son corps fatigué / On voit deux armes étincelantes dépasser de son manteau / Sándor Rózsa n'a pas peur de trente gendarmes) |

Il est également le thème de contes populaires qui mentionnent souvent son rôle dans la lutte pour l'indépendance hongroise et sa rencontre avec Petőfi et Kossuth. Des motifs traditionnels empruntés, à diffusion internationale, sont également associés à la figure de Sándor Rózsa, notamment :
- invulnérabilité aux balles,
- une dernière volonté qui lui permet de s'échapper de l'encerclement ennemi (il demande son fouet orné, s'en sert pour se frayer un chemin)[1].

Une série télévisée hongroise de 1971 a pour thème ses aventures.